# Вълков дол
Въ̀лков дол е село в Северна България, община Габрово, област Габрово.

## География
Село Вълков дол се намира на около 7 km изток-североизточно от центъра на град Габрово и около километър югоизточно от село Кметовци. Разположено е в западната част на Габровските възвишения, край левия бряг на река Андъка (наричана от местното население Божанка). Надморската височина на селото е около 460 m.
До селото води кратък черен път, западно отклонение от третокласния републикански път III-5524, водещ от село Донино на югоизток през селата Болтата, Черневци и Трапесковци до село Боженците.

## История
През 1960 г. дотогавашното населено място колиби Въ̀лковци е преименувано на Вълков дол, а през 1995 г. колиби Вълков дол придобива статута на село.

## Население
Населението на село Вълков дол наброява 25 души при преброяването към 1934 г. и намалява до 4 към 1965 г., наброява двама души (по текущата демографска статистика за населението) към 2019 г.
Преброяване на населението през 2011 г.
Численост и дял на етническите групи според преброяването на населението през 2011 г.:
|                     | Численост | Дял (в %) |
| Общо                | 2         | 100,00    |
| Българи             | 0         | 0,00      |
| Турци               | 0         | 0,00      |
| Цигани              | 0         | 0,00      |
| Други               | 0         | 0,00      |
| Не се самоопределят | 0         | 0,00      |
| Неотговорили        | 0         | 0,00      |